# 楊由
杨由（?—?），字哀侯，蜀郡成都县（今四川省成都市）人，东汉方士。
杨由从小修习《周易》，并精通七政、元气、风云占候。曾为郡文学掾，时有大雀夜间落在库楼上，太守廉范问杨由。杨由回答：“这预示郡内当有小战乱，但是没有很大妨害。”二十天后，广柔县蛮夷反汉，杀伤官吏，郡调集库兵攻打。又有风吹削了树皮，太守再问杨由。杨由回答：“将有人显树上结的果实，颜色黄赤。”不久，五官掾献上数包橘子。
杨由曾经和他人喝酒，他吩咐驾车的人：“酒如果喝了三巡，就该驾车而走。”既而他催促赶快离开。后来主人的住处发生打斗杀人的事情，人问他是怎么知道的。杨由说：“最近社庙中树上有斑鸠打斗，这是兵贼之象。”他的话多应验。杨由在家中去世。著有《其平》十余篇，魏管辂、晋郭璞所本。无《易经》著作传世。

## 延伸阅读
[在维基数据编辑]
 《後漢書·卷82上》，出自范晔《後漢書》